# Устройство дозированного аэрозольного распыления
УДАР (Устройство Дозированного Аэрозольного Распыления) — механический распылитель российского производства.

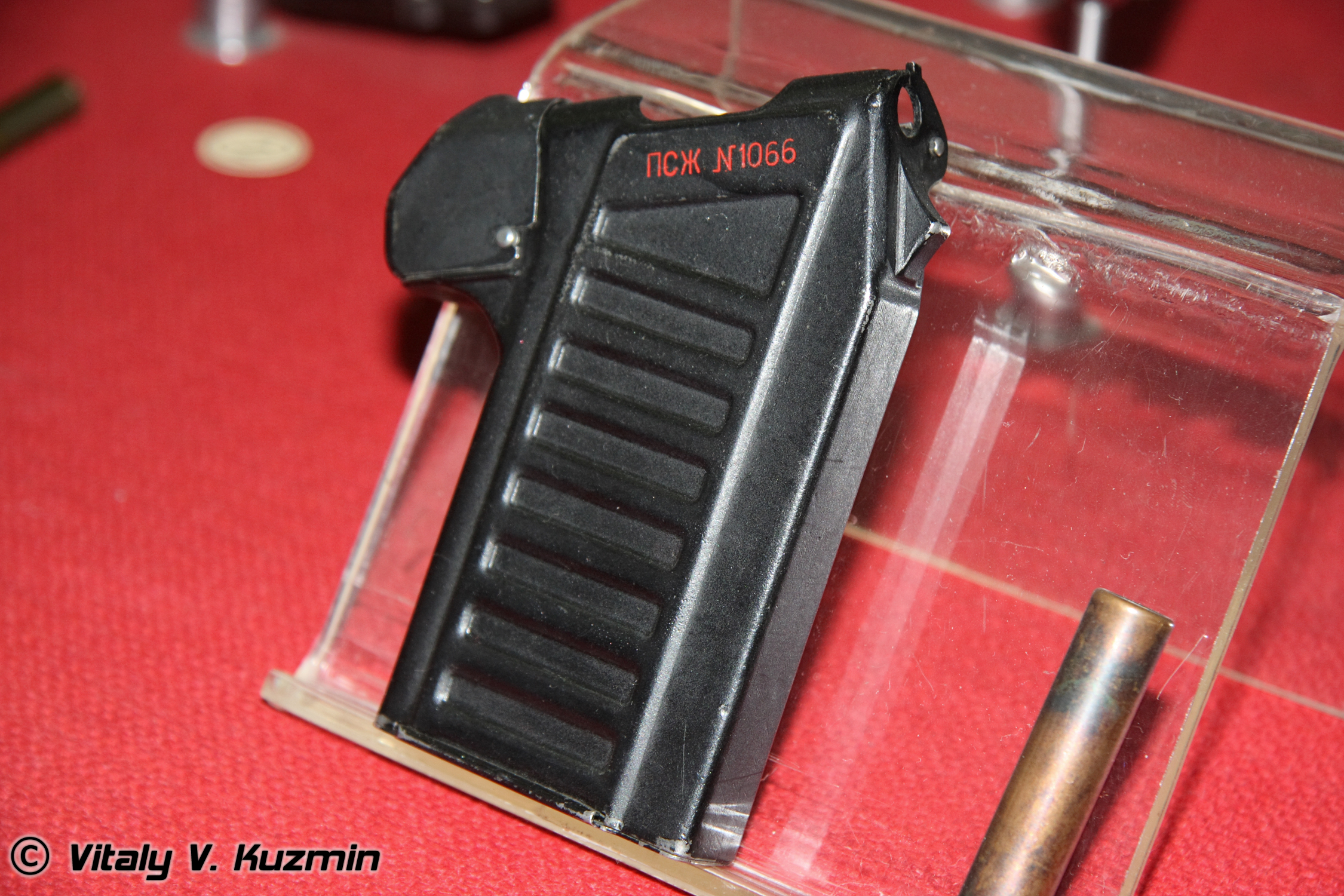
ПСЖ в Тульском государственном музее оружия

## История появления
Прототипы под названием ПСЖ «Фиалка» («пистолет специальный жидкостный», разработанный в ЦНИИТОЧМАШ), а позднее ПСЖ «Жасмин» (разработанный на заводе «Маяк») находились на вооружении КГБ СССР с начала 1980-х годов. Они были предназначены для задержания лиц в людных местах, где нельзя стрелять из боевого оружия (например, в самолётах). Для стрельбы использовались специальные боеприпасы.
Стандартные БАМ (баллоны аэрозольные малогабаритные) отличаются от специальных меньшей концентрацией раздражающего вещества в метаемой жидкости, отсутствием навески пороха и несколько большим диаметром форсуночного отверстия.

## Описание

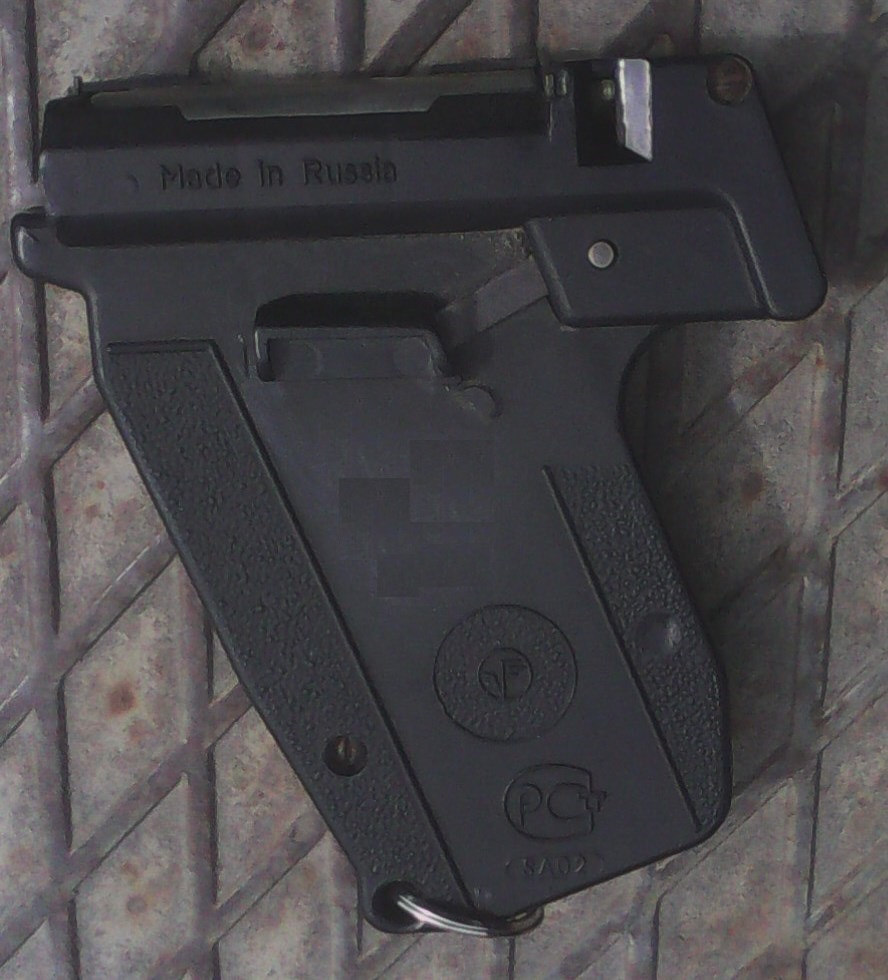
УДАР (вид слева), флажок курка поставлен на предохранитель

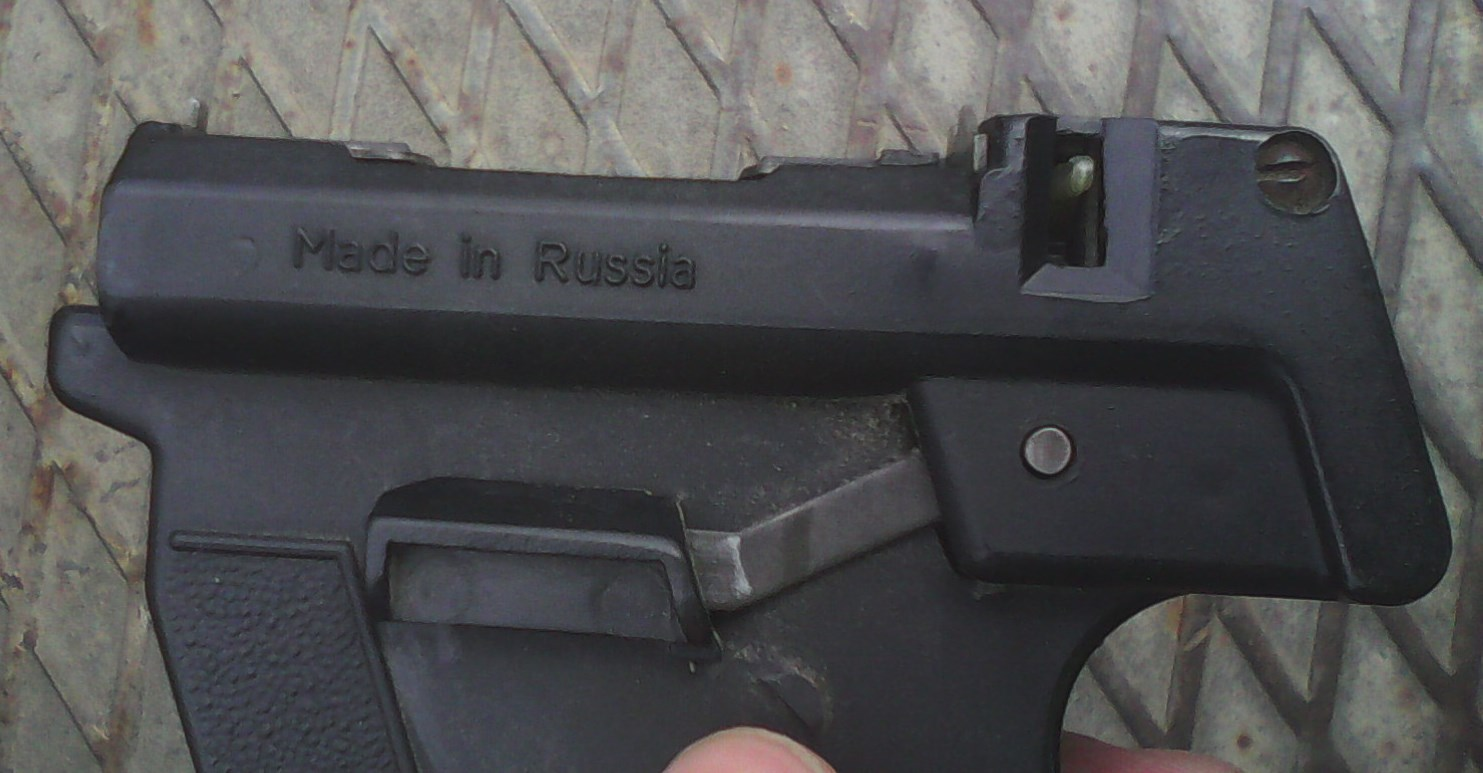
Флажок курка снят с предохранителя

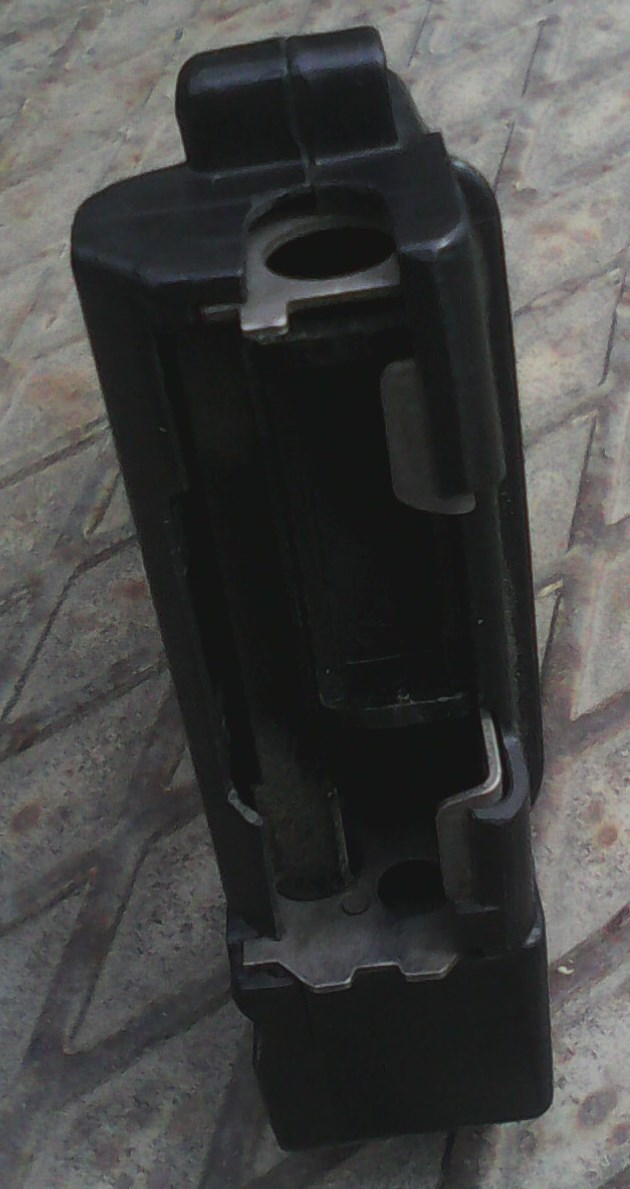
Вид сверху

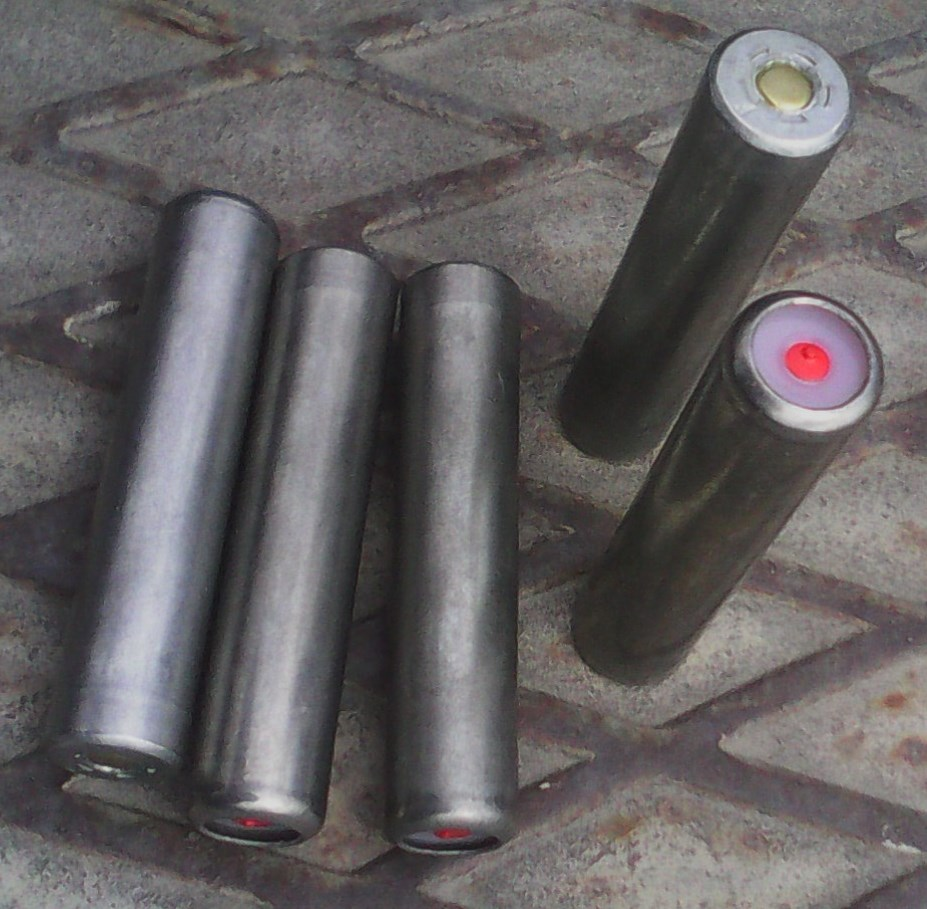
БАМ с CR

Принцип действия основан на прицельном метании жидкости (отсюда название и главное отличие от газовых пистолетов). Устройство заряжается одноразовыми аэрозольными малогабаритными баллончиками металлическими (БАМ) или пластиковыми (БАМП), заполненными ирритантом. Корпус устройства изготовлен из стеклонаполненных пластмасс. Ствол отсутствует, его функции выполняет газовый баллончик. Ёмкость магазина-рукояти — 5 баллончиков. Спусковой крючок сделан в виде своеобразной «педали» слева, что делает затруднительным использование оружия левой рукой.
Эффективная дальность метания действующего вещества — до 3,5 метров (некоторые рекламные источники утверждают о эффективной дальности до 5 метров).
Попадая на глаза, слизистую оболочку носовой полости и ротовой полости, это вещество оказывает сильное раздражающее действие, вызывая жжение, слезотечение, выделения из носа и слюновыделение. В результате нападающий теряет способность к активным действиям на 10-15 минут, при этом ирритант не причиняет необратимого вреда здоровью.

## Достоинства
На точность метания аэрозоля погодные условия (дождь, снег, ветер) не влияют. УДАР можно использовать в закрытых помещениях, автомобилях, лифтах, не причиняя при этом себе вреда (на практике, часть ирританта всё равно переходит в облачко при выстреле). После произведения выстрела отработанный баллончик автоматически выбрасывается, не оставляя на устройстве следов ирританта, что позволяет не касаться отработанного баллончика руками и не требует дополнительной чистки оружия.
Возможность делать прицельный выстрел обеспечивает точное попадание в лицо нападающего.
Струйный выстрел газом в лицо мгновенно лишает противника способности к произведению активных действий.

## Недостатки
Высокая вероятность осечки в критической ситуации. Зависит от срока эксплуатации, способа ношения, и качества текущей сборки.
Внутренние детали УДАРа сделаны из стали, кроме подавателя и храпового механизма, отсюда вытекает недостаток — появляется небольшой перекос первого БАМа (ось верхнего заряженного БАМа не совпадает с осью отверстия в передней стенке).
Не менее важно качество выпускаемых БАМов. Возможны как осечки при выстреле, так и вылет дисперсного облака вместо струи из-за плохой пробки.
Также есть риск попадания ирританта на руку, и, в случае движения по траектории выстрела, попадания в дыхательные пути. Нежелательно стрелять в лифте, автомобиле. Возможно выпадание капсюля и блокирование ударно-спускового механизма. Присутствует риск перекоса БАМ в магазине и заклинивания, который устраняется регулярной смазкой магазина.

## Варианты и модификации
- УДАР — использует баллончики 13×60 мм
- УДАР-М — использует баллончики 13×50 мм
- УДАР М-2 — отличается традиционным расположением спускового крючка (что позволяет использовать оружие левой рукой тоже), использует баллончики 13×50 мм.
- BAMER — использует баллончики 13×50 мм

## Боеприпасы
Для стрельбы применяются 13-мм аэрозольные баллончики БАМ, которые выпускаются в нескольких различных вариантах:
- БАМ-1.000-08 — сертифицирован в 1996 году[1];
- БАМ-1.000-09 — сертифицирован в 1996 году[1];
- БАМ-2.000-01 — с морфолидом пеларгоновой кислоты, снят с производства
- БАМ-4.000-Х — холостой (шумовой) боеприпас.
- БАМ-4.000-ХФ «Серебристый дождь» — холостой БАМ с фейерверком
- БАМ-ОС.000 — действующее вещество — олеорезин капсикум (экстракт красного перца).

## Страны-эксплуатанты
- Россия — устройство УДАР и аэрозольные баллончики к нему были сертифицированы в августе 1996 года в качестве гражданского оружия самообороны[1]. Они находятся в коммерческой продаже и разрешены к приобретению свободно, без регистрации органами внутренних дел, на основании ст. 13 Федерального закона РФ «Об оружии». При ношении устройства рекомендуется иметь при себе его паспорт. По основным параметрам и характеристикам УДАР является гражданским оружием, его применение должно осуществляться в соответствии со ст. 24 Федерального закона «Об оружии».
- Казахстан — устройство УДАР и аэрозольные баллончики к нему находятся в коммерческой продаже и разрешены к приобретению без регистрации органами внутренних дел.
- Украина — устройство УДАР и аэрозольные баллончики к нему не сертифицированы, за их применение граждане могут быть привлечены к ответственности[2].